# Mouterij Albert
Mouterij Albert is een mouterij in Ruisbroek en maakt sinds 2019 onderdeel uit van Alken-Maes NV, eigendom van de Heineken groep.

## Geschiedenis
Mouterij Albert werd in 1954 opgericht nabij het Albertkanaal in Wijnegem. De naam van het bedrijf verwijst naar het kanaal.
Tijdens de jaren 1960 werd de mouterij opgenomen in de Heineken groep. In 1980 nam de onderneming Mouterij Roelants uit Ruisbroek over en in 1993 werd de verouderde vestiging te Wijnegem gesloten. De productiecapaciteit te Ruisbroek werd stelselmatig uitgebreid. In 2004 investeerde de onderneming in een spooraansluiting. De aanvoer van gerst uit Frankrijk gebeurt via het spoor.
In 2019 werd Mouterij Albert opgenomen in de NV Alken-Maes.
In 2020 vond er een grote brand plaats op de terreinen van de mouterij.